# Ben-Cijjon Chalfon
Ben-Cijjon Chalfon (hebr.: בן-ציון חלפון, ang.: Ben-Zion Halfon, Ben-Sion Halfon ur. 1930 w Trypolisie, zm. 21 września 1977) – izraelski polityk, w latach 1969–1974 wiceminister rolnictwa, w latach 1969–1977 poseł do Knesetu z listy Koalicji Pracy.

## Życiorys
Urodził się  1930 w Trypolisie, we włoskiej kolonii Trypolitania (obecnie Libia).
Od młodości działał w ruchu syjonistycznym. Ukończył szkołę średnią. W 1948 wyemigrował do Izraela. Wstąpił do Palmachu. W czasie wojny o niepodległość Izraela służył w brygadzie Jiftach i walczył na północnym froncie.
W wyborach w 1969 po raz pierwszy został wybrany posłem. W siódmym Knesecie zasiadał w komisjach edukacji i kultury oraz finansów. 22 grudnia 1969 dołączył do powstałego tydzień wcześniej drugiego rządu premier Goldy Meir jako wiceminister rolnictwa w resorcie kierowanym przez Jigala Allona. Pozostał na stanowisku do końca kadencji rządu – 10 marca 1974. W przeprowadzonych w grudniu 1973 wyborach uzyskał reelekcję. W Knesecie ósmej kadencji zasiadał w komisji finansów oraz komisji specjalnej ds. praw związków spółdzielczych. W wyborach w 1977 utracił miejsce w parlamencie.
Zmarł 21 września 1977. Został pochowany na Górze Oliwnej.